# Battaglia di Arracourt
La battaglia di Arracourt fu combattuta tra il 18 e il 29 settembre 1944 nei pressi della città di Arracourt in Lorena. In questa battaglia si fronteggiarono le unità corazzate della Wehrmacht e dell'Esercito statunitense impegnate nel settore meridionale del fronte occidentale durante la fase finale della seconda guerra mondiale.
Lo scontro fu provocato da un contrattacco della 5ª Armata Corazzata dell'Esercito tedesco, in cui erano state raggruppate ingenti riserve corazzate, contro le posizioni difese dalla 3ª Armata statunitense, agli ordini del generale George Patton; obiettivo di questo attacco era quello di riconquistare la città di Lunéville e schiacciare la pericolosa testa di ponte costituita dagli statunitensi oltre la Mosella. L'attacco delle forze tedesche, due brigate Panzer e parte di due divisioni Panzer, fu respinto dalle forze corazzate americane, più precisamente dal Combat Command A della 4ª Divisione Corazzata, che costrinsero il nemico, con il supporto aereo, a ritirarsi subendo pesanti perdite.

## Situazione strategica
L'Operazione Dragoon, lo sbarco alleato nella Francia meridionale, costrinse le unità della Wehrmacht a difesa di quel settore, ossia il Gruppo d'Armate G, ad effettuare un ampio ripiegamento verso nord. Nel settembre del 1944 cercarono quindi di stabilire una nuova linea del fronte lungo la Mosella, con l'obiettivo di mantenere il controllo dell'Alsazia e della Lorena. La 3ª Armata americana di Patton, però, riuscì ben presto a conquistare un'ampia testa di ponte oltre il fiume, arrivando a liberare Nancy, il 15 settembre 1944.

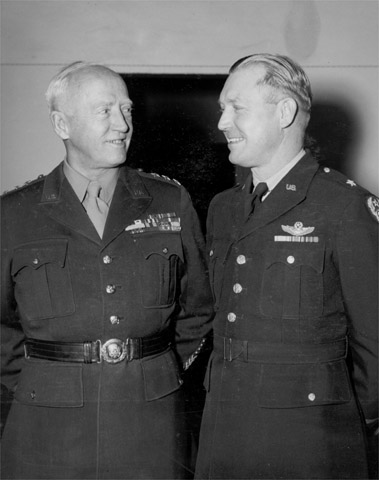
Il generale Patton (a sinistra) a colloquio con il generale Weyland, comandante del 19º Corpo aereo tattico, dopo la conquista di Nancy.

Per contenere l'avanzata americana e possibilmente eliminare la pericolosa testa di ponte a est della Mosella, il Comando Supremo tedesco autorizzò un contrattacco in direzione della testa di ponte americana, con l'obiettivo di riconquistare Lunéville. Nei progetti di Hitler, in realtà, la controffensiva aveva obiettivi ben più ambiziosi; contando sulla consueta superiorità tedesca con i mezzi corazzati e considerando erroneamente inesperti e inefficienti i reparti americani, il Führer ipotizzava addirittura di infliggere una netta sconfitta alla 3ª Armata di Patton, di riconquistare Nancy e di contrattaccare a ovest della Mosella, tagliando fuori le forze americane avventuratesi in Lorena.
A questo scopo Hitler aveva previsto di raggruppare numerose brigate corazzate di nuova costituzione, fornite di materiali moderni e abbondanti anche se con equipaggi giovani e inesperti, per ottenere una netta superiorità numerica e sbaragliare rapidamente le forze nemiche. Nei progetti iniziali ben sei brigate corazzate e tre divisioni corazzate in ricostituzione dovevano prendere parte all'offensiva stabilita per il 12 settembre; tuttavia le nuove crisi operative nei settori centrale e settentrionale del Fronte occidentale costrinsero il Führer a ridimensionare e posticipare la controffensiva che prese il via solo il 18 settembre, dopo alcuni insuccessi tattici a Mairy l'8 settembre e soprattutto la sconfitta nella battaglia di Dompaire, il 13 settembre, e con forze notevolmente ridotte ma tuttavia sempre superiori alle truppe americane della 4ª Divisione Corazzata presenti nel settore d'attacco.

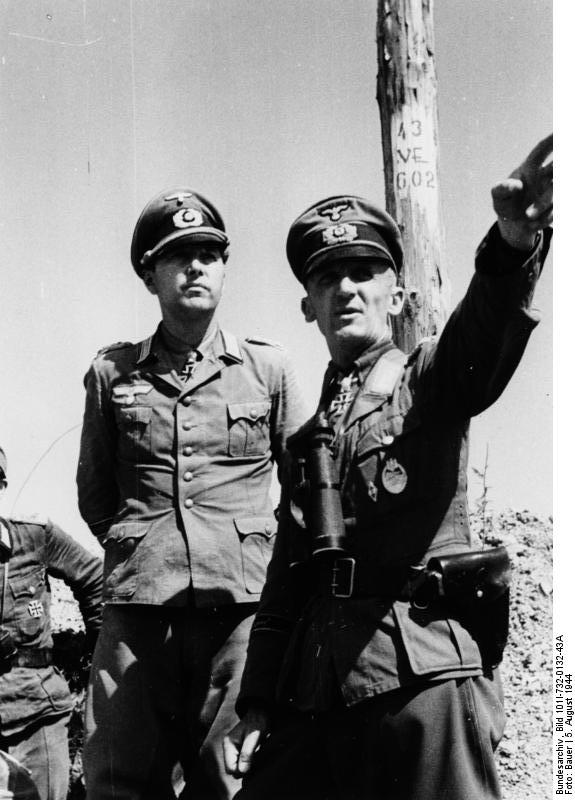
Il generale Hasso von Manteuffel (a destra) con il colonnello Niemack, sul Fronte orientale.

Le operazioni furono affidate alla 5ª Armata corazzata del generale Hasso von Manteuffel, esperto di operazioni con mezzi corazzati e veterano del Fronte orientale; data la superiorità di truppe e mezzi corazzati nell'area prescelta per l'attacco, i tedeschi, che disponevano di tre brigate corazzate con circa 300 carri armati, si attendevano un pieno successo tattico dell'operazione.

## Le forze in campo
In questa battaglia, i tedeschi dispiegarono 262 tra carri armati e cannoni semoventi. Inizialmente erano presenti anche il quartier generale di Corpo d'Armata, l'11ª Divisione Panzer e la 111ª e 113ª Brigata Panzer. L'11ª Divisione, nonostante fosse esperta, necessitava di nuovi carri armati, avendone persi molti nel precedente scontro con gli Alleati; al contrario, le due brigate Panzer avevano ricevuto i nuovissimi carri Panther ed equipaggi nuovi, ma privi di esperienza e con addestramento insufficiente. La necessità di rispondere rapidamente all'improvvisa avanzata della 4ª Armata Corazzata e alla carenza di carburante fece sì che gli equipaggi ricevettero poco addestramento e scarse conoscenze sulle manovre tattiche e sulle operazioni con armi combinati.
All'epoca dello scontro, il Combat Command A della 4ª Divisione Corazzata americana, agli ordini del colonnello Bruce Clarke, era composto dal 37º Battaglione Carri, dal 53º Battaglione di Fanteria Corazzato, da due battaglioni d'artiglieria da campo, il 66º e il 94º, e dal 191º Battaglione d'Artiglieria da Campo con obici da 155 mm trainati. Erano presenti inoltre degli elementi del 35º Battaglione Carri, del 10º Battaglione di Fanteria Corazzato, del 704º Battaglione Cacciacarri, del 25º Squadrone di Cavalleria, del 24º Battaglione Genieri Corazzato e del 166º Battaglione da Combattimento Genieri. Il Combat Command A era inquadrato nella 4ª Divisione Corazzata del generale John S. Wood, a sua volta agli ordini del generale Manton S. Eddy, al comando del XII Corpo d'Armata statunitense.
Oltre al vantaggio numerico tedesco sull'unità americana, i carri Panther della 5ª Armata Corazzata erano superiori agli M4 Sherman americani, sia come protezione della corazza che per portata del cannone, mentre erano inferiori nella velocità di manovra della torretta e nella stabilità dell'arma principale. Gli americani però godettero del vantaggio dovuto al supporto aereo ravvicinato, che già nei primi attacchi al suolo causarono un ritardo nelle manovre dei Panzer tedeschi, in aggiunta ad altre schermaglie con unità Alleate.

## La battaglia

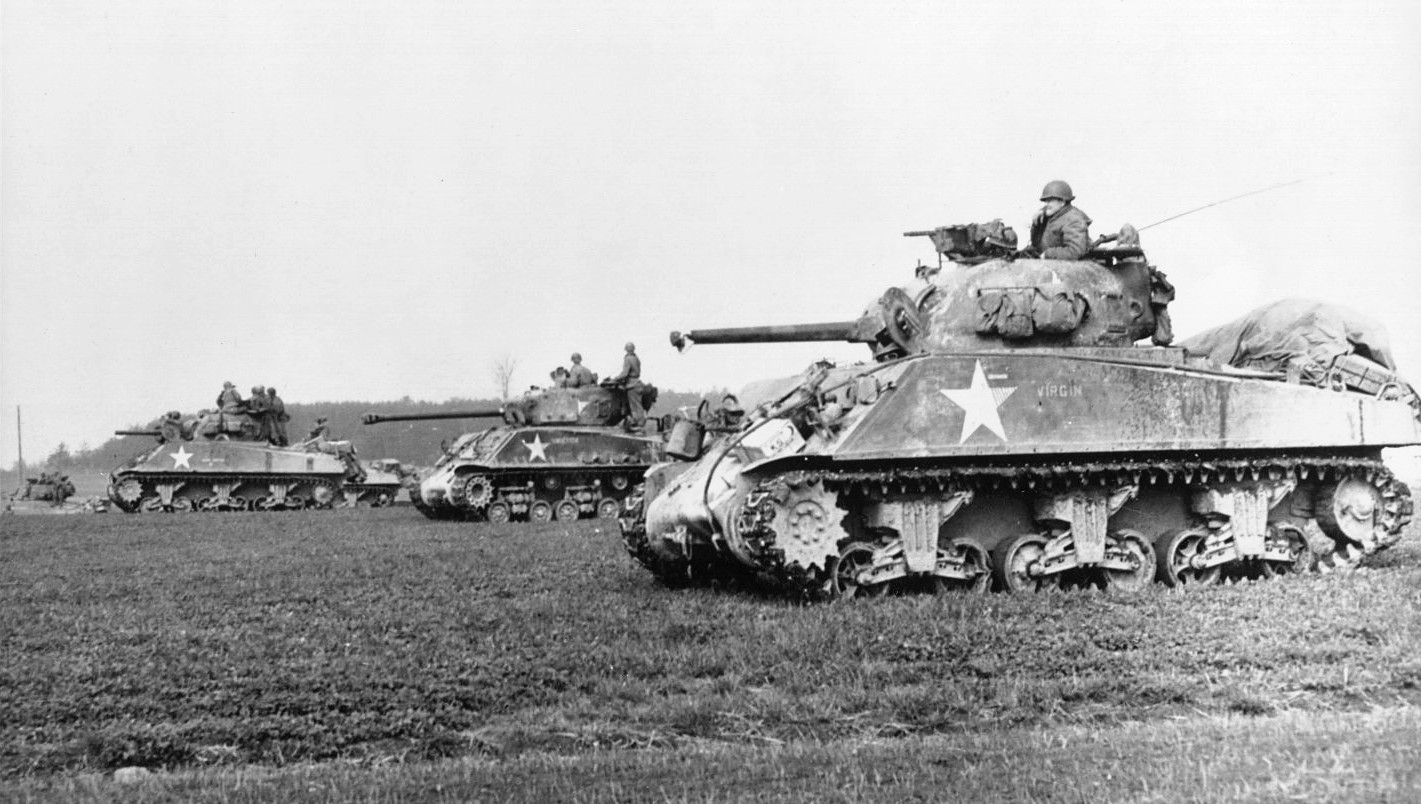
Schieramento di carri armati americani M4 Sherman nell'autunno 1944 sul Fronte occidentale.

Il 18 settembre, con il tempo in peggioramento e la nebbia in crescita, le forze aeree statunitensi non furono in grado i localizzare e distruggere le unità corazzate tedesche in avanzata. Tuttavia, oltre a proteggere i tedeschi dall'Aviazione alleata, il clima era avverso anche per la 5ª Armata Corazzata tedesca. La scarsa visibilità combinata con le poche unità da ricognizione motorizzate disponibili impedì ai tedeschi di coordinare adeguatamente i loro attacchi, che degenerarono ben presto in una serie di manovre disgiunte e intermittenti.
Il primo attacco tedesco, eseguito dalla 111ª Brigata Panzer, fu diretto sul 2º Gruppo di Cavalleria Meccanizzata del Comando di Riserva della 4ª Divisione Corazzata a Lunéville. In un duro scontro, le forze statunitensi in inferiorità numerica, anche se supportati da aliquote della 4ª e della 6ª Divisione Corazzata, riuscirono a respingere l'attacco, distruggendo circa venticinque Panzer. I generali Wood ed Eddy, credendo che lo scontro a Lunéville fosse un contrattacco locale, decisero inizialmente di procedere con l'offensiva pianificata; tuttavia, rapporti su crescenti attività tedesche nella notte tra il 18 e il 19 settembre li convinse a posticipare l'attacco. La 5ª Armata Panzer tedesca, fallita la conquista di Lunéville, semplicemente la aggirò e si diresse verso nord per colpire le posizioni del Combat Comand A ad Arracourt e nei suoi dintorni. La battaglia che ne seguì fu uno degli scontri corazzati più grandi avvenuti sul Fronte occidentale della Seconda guerra mondiale.
La disposizione del Combat Command A attorno ad Arracourt consisteva di un saliente tenuto a fatica, con una estesa linea d'avamposti di fanteria e genio militare meccanizzati, supportati da carri armati, semoventi cacciacarri e artiglieria. Alle 08:00 del 19 settembre, una compagnia della 113ª Brigata Panzer penetrò la linea d'avamposto a est e sud del saliente. Due plotoni cacciacarri e una compagnia di carri medi attaccarono i Panzer in un combattimento manovrato che arrivò molto vicino al quartier generale americano, dove un battaglione di artiglieria semovente M7 Priest ingaggiò i carri tedeschi con fuoco diretto.
Lo scarso dispiegamento tattico dei carri tedeschi espose i loro fianchi ai carri americani che li attaccarono sui lati, usando la nebbia come copertura, mettendo fuori uso undici panzer. Poiché l'armata Panzer era dotata di scarse unità da ricognizione, i tedeschi furono costretti ad avanzare quasi alla cieca contro le postazioni americane, avvolte nella foschia mattutina. Rinforzata con altri carri armati e fanteria, oltre alla insistenza tedesca nell'attaccare sempre secondo lo stesso piano, (segno dell'inesperienza dei quadri intermedi) il Combat Command A fu in grado di condurre la battaglia come meglio riteneva: una combinazione di postazioni difensive nascoste, di posizioni di comando e controllo sopraelevate e di abili tattiche di fuoco e manovra permise agli americani di compensare la superiorità tecnica dei veicoli corazzati tedeschi. Mentre i carri tedeschi in avanzata rimanevano continuamente esposti al fuoco americano, i corazzati americani si spostavano velocemente tra le posizioni difensive, rimanendo nascosti finché i tedeschi non fossero a distanza di fuoco efficace e infine infliggendo loro pesanti perdite. La nebbia, che aveva permesso alle forze tedesche di attaccare di sorpresa e di proteggersi dall'aviazione americana, negò loro la possibilità di sfruttare al meglio i loro cannoni che avevano una gittata maggiore.
Dal 20 al 25 settembre, la 5ª Armata Panzer impiegò la 111ª Brigata Panzer ed elementi della 15ª Divisione Panzergranadieren in una serie di attacchi disgiunti contro le postazioni di Arracourt. Il 20 settembre, i carri Panther tedeschi si diressero verso il quartier generale della Combat Command A e diverse unità di supporto furono respinte o intrappolate dai tedeschi. Un pilota di aerei da ricognizione, il tenente colonnello Charles Carpenter, dopo mezzogiorno identificò una compagnia di Panther tedeschi in avanzata verso Arracourt; Carpenter li attaccò in picchiata più volte, nonostante il fuoco da terra, sparando con i bazooka che aveva montato sotto le ali del suo L-4H Grasshopper. Durante l'attacco Carpenter, che ripeté più volte nel pomeriggio, lanciò non meno di sedici razzi verso carri armati e autoblinde, diversi dei quali furono colpiti; le truppe di terra, poi, confermarono che Carpenter distrusse due corazzati e diverse autoblinde, uccidendo o ferendo una dozzina di uomini. Gli attacchi del pilota americano, obbligarono i carri tedeschi a ritirarsi sulle posizioni di partenza, permettendo ad un veicolo cisterna americano di fuggire dopo essere rimasto intrappolato.
Il 21 settembre, con il miglioramento del tempo, i cacciabombardieri P-47 Thunderbolt del 405º Gruppo Caccia statunitense furono in grado di attuare una serie di attacchi senza sosta sulle forze i terra tedesche. In aggiunta, furono eseguiti anche attacchi aerei specifici su richiesta del Combat Command A contro le concentrazioni di Panzer. Per il 24 settembre, la maggior parte degli scontri si erano spostati verso Château-Salins, dove un duro attacco della 559ª Divisione Volksgrenadier della 1ª Armata tedesca quasi sopraffece il Combat Command B della 4ª Divisione Corazzata, prima di ripiegare per l'attacco dei cacciabombardieri americani. Il giorno seguente, il 25 settembre, la 3ª Armata statunitense ricevette l'ordine di sospendere tutte le operazioni offensive e di consolidare le posizioni ottenute e, come le altre unità, anche la 4ª Divisione Corazzate si posizionò sulla difensiva il 26 settembre. Il Combat Command A si ritirò di circa sette chilometri in una posizione più difendibile, mentre il Combat Command B fu sostituita a Château-Salins dalla 35ª Divisione e si affiancò al gruppo A. La 5ª Armata Panzer tedesca, ora ridotta a solo venticinque Panther pienamente operativi e circa 40 panzer Mk IV, attaccò senza successo per altri tre giorni, finché il tempo atmosferico non migliorò nuovamente e l'attività aerea americana crebbe, costringendo le forze tedesche a sospendere ogni offensiva e a ripiegare verso il confine tedesco.

## Conclusioni

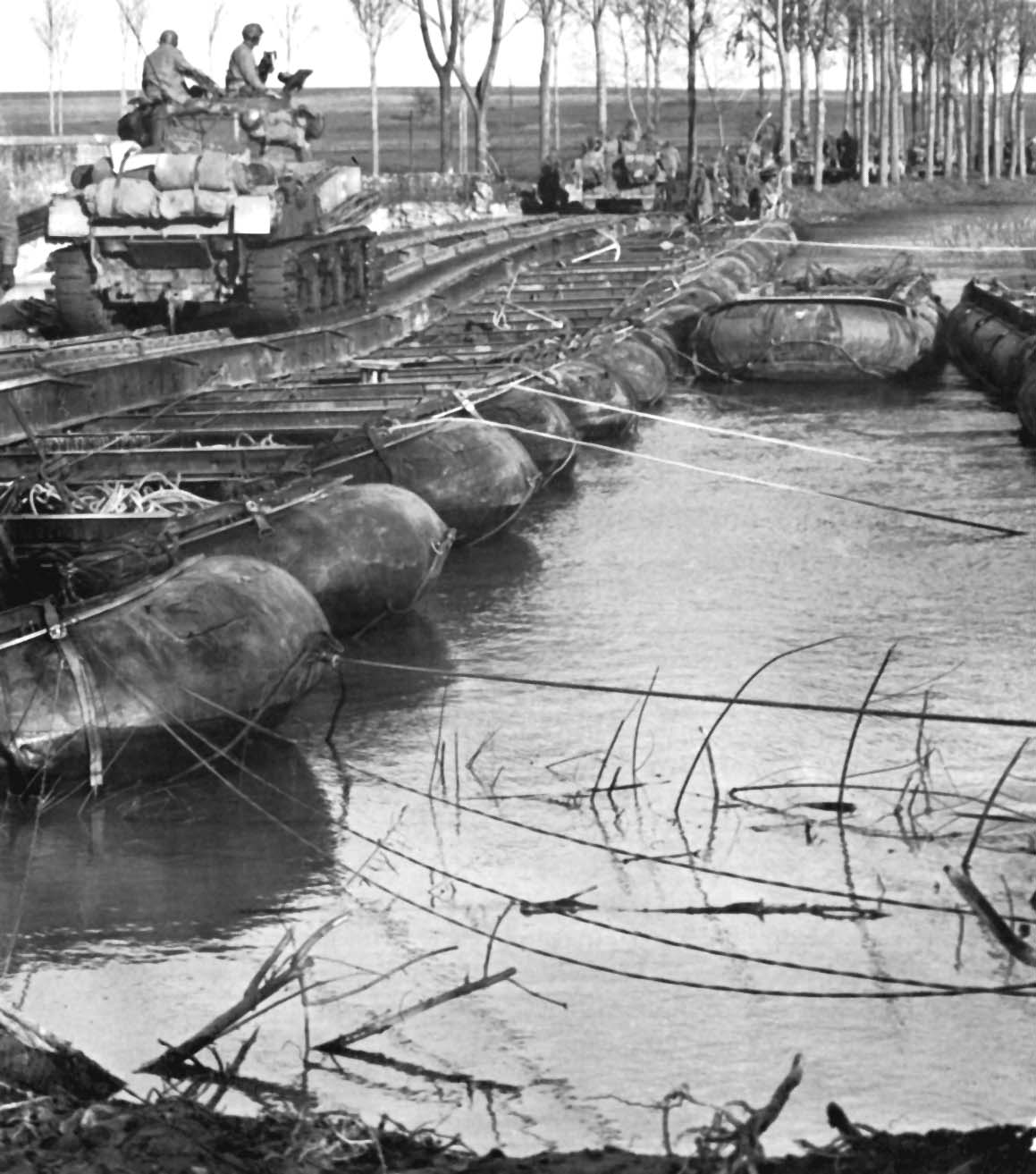
Le colonne corazzate americane riprendono l'avanzata in Lorena attraversando su ponti mobili i numerosi corsi d'acqua della regione.

Il numero delle perdite per i tedeschi fu molto alto: dei 262 carri armati impegnati nell'attacco 86 furono distrutti, 114 danneggiati e solo 62 erano ancora operativi; le perdite americane furono inferiori ma comunque elevate. Nonostante il fallimento degli obiettivi del loro attacco, i tedeschi ritennero comunque di essere riusciti ad arrestare l'avanzata della 3ª Armata diGeorge Patton verso la Linea Sigfrido.
L'interruzione della spinta della 3ª Armata, però, non fu dovuta soltanto all'attacco tedesco presso Arracourt, ma anche alla decisione del generale Eisenhower di dirottare la maggior parte dei rifornimenti di carburante verso nord, a supporto dell'Operazione Market Garden del generale Bernard Montgomery. Questa decisione costrinse infatti Patton a fermare le operazioni offensive della sua 3ª Armata, offrendo così ai tedeschi una breve pausa che permise loro di riorganizzarsi.
Anche se la vittoria americana ad Arracourt non ebbe particolare importanza tattica o strategica,  questa fu una delle più grandi battaglie tra mezzi corazzati del Fronte occidentale; nell'occasione le forze americane della 4ª Divisione Corazzata si dimostrarono poco esperte e dotate di materiali efficienti e moderni, dando anche una notevole dimostrazione di poca abilità tattica e operativa, mostrandosi inferiori nel confronto diretto con le forze corazzate tedesche, costituite ormai prevalentemente da unità esperte e comandanti adeguati,  equipaggiate con carri armati di ultimo modello.